# Хутір-Халимонове
Ху́тір-Халимо́нове — пасажирська зупинна платформа Конотопського напрямку Конотопської дирекції Південно-Західної залізниці на лінії Конотоп — Бахмач-Пасажирський. Розташована у селі Халимонове. Платформа розташована між станціями Халимонове та Бахмач-Пасажирський. Відстань від станції Київ-Пасажирський — 200 км.
Лінія, на якій розташовано платформа, відкрита 1868 р. як складова залізниці Київ — Курськ.
Платформа виникла 1964 року.